# Rockwood (Virginia)
Rockwood es un lugar designado por el censo situado en el condado de Chesterfield, Virginia  (Estados Unidos). Según el censo de 2010 tenía una población de 8.431 habitantes.

## Demografía
Según el censo de 2010, Rockwood tenía una población en la que el 69,3% eran blancos; el 20,9% afroamericanos; el 0,2% eran indios americanos y nativos de Alaska; el 4,1% eran asiáticos; el 0,0% hawaianos y otros isleños del Pacífico; el 2,5% de otra raza, y el 3,0% a partir de dos o más razas. El 5,5% del total de la población eran hispanos o latinos de cualquier raza.